# Andri Xhahu
Andri Xhahu (n. Tirana, Albania, 30 de abril de 1987) es un presentador de televisión, locutor de radio y editor albanés.

## Biografía
Nacido en la capital albanesa, en el año 1987.
Al terminar sus estudios superiores, inició su carrera profesional como locutor en 2003.
Comenzó trabajando en diversas radios locales.
Poco después fue contratado por la compañía estatal de radiodifusión nacional Radio Televizioni Shqiptar (RTSH).
En la radio nacional logró hacerse bastante popular, a través de los programas nocturnos que presentaba. Al igual, también ha conducido algunos programas matinales. 
Desde 2008 presenta uno de los más destacados y populares programas de radio que se emite en todo el país, llamado "Gjithçka Shqip".
Su emisión es diaria, desde las 16:00 hasta las 17:00 horas y en él se combina una mezcla de la música más actual de Albania, la interactuación mediante redes sociales con los oyentes y se realizan entrevistas a celebridades invitadas.
En 2015 cabe destacar que ganaron el premio nacional de los medios de comunicación, al mejor programa de farándula en Albania.
También suele escribir para diversas revistas.
Ha trabajado desde 2011 a 2013 como editor en la "Jeta Magazine".
Desde 2012 al ser elegido por la RTSH, ejerce de comentarista y portavoz del Festival de la Canción de Eurovisión, así como en los diferentes Eurofestivales. En las ediciones de 2012, 2015 y 2016 comentó en Festival de la Canción de Eurovisión Junior.
Desde 2013, es el comentarista albanés del Festival de la Canción de San Remo y comentó el Festival de Eurovisión de Jóvenes Bailarines 2015.
Además es jurado en la selección nacional, Festivali i Këngës.